# Aigües Vocònies
Aigües Vocònies (en llatí: Aquae Voconiae) era una ciutat romana catalana enmig de la ruta de la Via Augusta, entre Gerunda i Blanda, que fou esmentada als famosos Vasos Apol·linars i a l'itinerari d'Antoní. Es creu que tenia el rang de municipium, perquè segons un text epigràfic tenia ordo decurionum. Tradicionalment s'ha volgut identificar amb l'actual població de Caldes de Malavella, tot i que no hi ha consens, atès que una part dels investigadors creu que aquest municipi era Aigües Càlides, i no pas Aigües Vocònies.